# Francisco Pinto da Fonseca Teles
Francisco Pinto da Fonseca Telles, primeiro e único barão de Taquara (Rio de Janeiro, 25 de outubro de 1839 — Rio de Janeiro, 30 de agosto de 1918), foi um proprietário rural e filantropo brasileiro.
Um dos grandes propugnadores do programa de expansão de Jacarepaguá, bairro do Rio de Janeiro, fundador da primeira escola naquele bairro, autor de numerosas obras de assistência social, e de obras públicas, foi cognominado "o Patriarca de Jacarepaguá".
Uma herma na Praça Barão de Taquara, no bairro Praça Seca, é obra do escultor Benevenuto Berna. O barão foi casado em primeiras núpcias com Joanna Maria Penna, tendo do matrimônio 3 filhos: Emília Joanna, Maria Luíza e Jerônymo, e em segundas núpcias com dona Leopoldina Francisca de Andrade (01/08/1862-25/12/1960) com quem teve três filhos: Anna, Iria Rosa e Francisco Filho. Encontra-se sepultado em um mausoléu perpétuo no cemitério do Pechincha (também chamado de cemitério de Jacarepaguá).